# Rapotice
Rapotice (německy Rapotitz, starší názvy též Rajpotitz) jsou obec v okrese Třebíč v Kraji Vysočina. Leží asi 8 km východně od Náměště nad Oslavou. Žije zde 535 obyvatel. Obcí prochází železniční trať Brno – Jihlava, obcí také prochází silnice druhé třídy II/393, stejně tak obcí prochází silnice první třídy I/23.
Sousedními obcemi sídla jsou Újezd u Rosic, Vysoké Popovice, Lukovany, Lesní Jakubov a Sudice.

## Geografie
Ze západu na východ přes území obce prochází silnice I/23 z Kralic nad Oslavou do Vysokých Popovic, jižně ze zastavěného území obce vychází silnice II/393 do Ketkovic, severně pak vychází silnice do Lesního Jakubova a k věznici Rapotice a do Újezdu u Rosic. Severně ze silnice I/23 pak vychází i malá užitková silnice k vysílači, na jižním okraji území obce východně ze silnice II/393 vedou dvě užitkové silnice. Přes území obce prochází cyklostezky 5170 a 5182. Jižně od zastavěného území obce prochází ze západu na východ železniční trať Brno–Jihlava, na jižním okraji území obce v ulici Drážní se nachází železniční stanice Rapotice. 
Většina území obce je využívána zemědělsky, na jižním okraji území obce se nachází lesy, v severní části území obce v oblasti někdejšího vojenského prostoru se také nachází lesy. Severozápadně od zastavěného území obce se nachází areál bývalého JZD, jižně od zastavěného území obce se nachází průmyslový areál společnosti Thermona a těsně za severní hranicí území obce se nachází Věznice Rapotice a přilehlý bývalý vojenský prostor.
Na severním okraji území obce se nachází rybníky Lumky, část západní hranice území obce je tvořena potokem Žleby, ten pramení na okraji území, dále teče východně a po asi 5 km ústí do potoka Habřina. Potok Habřina pramení na jižním okraji území obce, dále teče východně a tvoří část jižní hranice území obce a po asi 10 km ústí u Zastávky do Bobravy. Jihozápadní část hranice je tvořena nepojmenovaným přítokem Sudického potoka. Sudický potok pramení na západním okraji zastavěného území obce, pak teče dále na jihovýchod a asi po 4 km ústí do Chvojnice.
Většina území obce je rovinatá, nadmořská výška území obce se pohybuje mezi 475 a 520 metry nad mořem, nejnižší část se nachází na jižním okraji území obce. Nejvyšší bod obce se nachází na východním okraji území obce, kde se nachází trigonometrický bod a dosahuje 523 metrů nad mořem.
Zastavěné území obce se nachází v jihozápadní části území obce, dále se rozprostírá podél silnice II/393 směrem na jih. Obec je rozčleněna na ulice. Severozápadně od zastavěného území obce se nachází bývalé JZD.

## Historie
Obec snad měla být obývána již v roce 1086, snad měla být založena panem Rapotou. V 11. stoleti obec však existovala a v obci stála tvrz. První písemná zmínka o obci pochází z roku 1101, kdy obec jako nevolnická byla darována Oldřichem Přemyslovským a Litoldem Přemyslovským benediktinskému klášteru v Třebíči. Název obce v podobě Rapotici hlásící se k roku 1104 se nachází ve falzu ze 12. století. V roce 1304 byla tvrz v obci zničena Kumány. Pak obec patřila Templštejnu a v roce 1461 byly Rapotice spolu s věnem Barbory (dcery Jiřího z Poděbrad) připojeny k majetku Jindřicha z Lipé a staly se součástí panství města Ivančice. V roce 1496 se Ivančice staly součástí panství v Moravském Krumlově, který vlastnili postupně páni z Lipé, Lichtenštejnové a Kinští. Těm Ivančice i s Rapoticemi patřily až do reforem v roce 1848.
Roku 1857 byla zbořena stará zvonice na návsi a pak místo ní byla postavena kaplička s obrazem Nanebevstoupení Páně. V roce 1866 vesnici poničilo krupobití a v roce 1892 vyhořelo 20 domů. V roce 1898 byl ve vsi založen potravinový spolek, ten pak roku 1905 zanikl. Roku 1886 byla ve vsi založena škola, v roce 1908 byla škola rozšířena na dvojtřídku.
Od roku 1886 v obci je pošta a od roku 1911 četnická stanice. V roce 1903 hospodářská beseda, v roce 1911 byl založen čtenářský spolek a v roce 1914 hasiči, Sokol, Orel, Dělnická tělocvičná jednota, Omladina a spolek odborných horníků.

## Obyvatelstvo
| Rok            | 1869 | 1880 | 1890 | 1900 | 1910 | 1921 | 1930 | 1950 | 1961 | 1970 | 1980 | 1991 | 2001 | 2011 | 2021 |
| -------------- | ---- | ---- | ---- | ---- | ---- | ---- | ---- | ---- | ---- | ---- | ---- | ---- | ---- | ---- | ---- |
| Počet obyvatel | 287  | 353  | 375  | 433  | 468  | 515  | 594  | 595  | 602  | 556  | 503  | 455  | 453  | 505  | 517  |
| Počet domů     | 41   | 53   | 58   | 64   | 70   | 80   | 108  | 139  | 139  | 142  | 139  | 170  | 171  | 190  | 195  |

## Obecní správa
Do roku 1849 patřily Rapotice do ivančického panství, od roku 1850 patřily do okresu Moravský Krumlov, pak od roku 1868 do okresu Třebíč, pak mezi lety 1949 a 1960 do okresu Velká Bíteš a od roku 1960 do okresu Třebíč. Mezi lety 1850 a 1882 patřily Rapotice pod Sudice, následně se obec osamostatnila.

### Obecní symboly
Znak a vlajka byly obci uděleny rozhodnutím předsedy Poslanecké sněmovny Parlamentu České republiky dne 20. ledna 2005.

## Politika
V letech 2002–2010 působila jako starostka Ing. Marcela Smekalová, od roku 2010 do konce roku 2013 zastával tuto funkci Petr Matoušek, který odstoupil z důvodu pochybné osobní půjčky z obecní pokladny. Po roce 2013 je ve funkci bývalý místostarosta Ing. Jiří Bechný. Ten byl také zvolen znovu starostou na ustavujícím zasedání zastupitelstva 6. listopadu 2014.

### Volby do Poslanecké sněmovny
|       | 2006                | 2010                | 2013                | 2017                | 2021                  |
| ----- | ------------------- | ------------------- | ------------------- | ------------------- | --------------------- |
| 1.    | ČSSD (36,78 %)      | ČSSD (24,37 %)      | KSČM (24,01 %)      | ANO (24,42 %)       | SPOLU (31,25 %)       |
| 2.    | KSČM (20,35 %)      | KDU-ČSL (18,63 %)   | ČSSD (19,71 %)      | KDU-ČSL (12,54 %)   | ANO (27,3 %)          |
| 3.    | ODS (19,28 %)       | KSČM (17,2 %)       | KDU-ČSL (18,99 %)   | KSČM (11,88 %)      | Piráti+STAN (10,85 %) |
| účast | 74,02 % (282 z 381) | 68,28 % (282 z 413) | 66,59 % (279 z 419) | 70,77 % (305 z 431) | 71,26 % (305 z 428)   |

### Volby do krajského zastupitelstva
|      | 1.                 | 2.                       | 3.                | účast               |
| ---- | ------------------ | ------------------------ | ----------------- | ------------------- |
| 2000 | 4KOALICE (38,21 %) | KSČM (20,32 %)           | ODS (14,63 %)     | 37,71 % (135 z 358) |
| 2004 | KDU-ČSL (29,16 %)  | KSČM (25 %)              | ODS (20 %)        | 31,92 % (121 z 379) |
| 2008 | ČSSD (43,75 %)     | KSČM (18,22 %)           | KDU-ČSL (16,66 %) | 47,55 % (194 z 408) |
| 2012 | KSČM (26,87 %)     | ČSSD (21,25 %)           | KDU-ČSL (21,25 %) | 40,9 % (173 z 423)  |
| 2016 | KDU-ČSL (23,27 %)  | KSČM (16,98 %)           | ČSSD (13,2 %)     | 37,12 % (160 z 431) |
| 2020 | ANO (19,27 %)      | KDU-ČSL (18,07 %)        | Piráti (16,26 %)  | 39,24 % (166 z 423) |
| 2024 | ANO (35,03 %)      | ODS+TOP 09+STO (23,56 %) | KDU-ČSL (12,73 %) | 38,03 % (162 z 426) |

### Prezidentské volby
V prvním kole prezidentských voleb v roce 2013 první místo obsadil Miloš Zeman (87 hlasů), druhé místo obsadil Zuzana Roithová (41 hlasů) a třetí místo obsadil Karel Schwarzenberg (38 hlasů). Volební účast byla 66,18 %, tj. 274 ze 414 oprávněných voličů. V druhém kole prezidentských voleb v roce 2013 první místo obsadil Miloš Zeman (181 hlasů) a druhé místo obsadil Karel Schwarzenberg (109 hlasů). Volební účast byla 67,52 %, tj. 291 ze 431 oprávněných voličů.
V prvním kole prezidentských voleb v roce 2018 první místo obsadil Miloš Zeman (156 hlasů), druhé místo obsadil Jiří Drahoš (53 hlasů) a třetí místo obsadil Pavel Fischer (31 hlasů). Volební účast byla 70,30 %, tj. 303 ze 431 oprávněných voličů. V druhém kole prezidentských voleb v roce 2018 první místo obsadil Miloš Zeman (191 hlasů) a druhé místo obsadil Jiří Drahoš (120 hlasů). Volební účast byla 72,83 %, tj. 311 ze 427 oprávněných voličů.
V prvním kole prezidentských voleb v roce 2023 první místo obsadil Andrej Babiš (110 hlasů), druhé místo obsadil Petr Pavel (77 hlasů) a třetí místo obsadila Danuše Nerudová (55 hlasů). Volební účast byla 72,83 %, tj. 311 ze 427 oprávněných voličů. V druhém kole prezidentských voleb v roce 2023 první místo obsadil Petr Pavel (180 hlasů) a druhé místo obsadil Andrej Babiš (116 hlasů). Volební účast byla 70,64 %, tj. 296 ze 419 oprávněných voličů.

## Pamětihodnosti
- Kaplička Nanebevstoupení Páně – na návsi, postavena byla na místě zbořené zvonice v roce 1857,[11] [9][10]kaple je postavena nezvykle orientována na západ. V původní zvonici byl zvon z roku 1766, ten však byl rekvírován během první světové války, v roce 1918 byl pořízen nový zvon, který byl rekvírován během druhé světové války. V roce 1946 byl pořízen nový zvon, který v kapli zůstal.[33]

## Osobnosti
- Miloš Hájek (1928–1989), fotbalista[8]
- Antonín Pelc, hudebník a skladatel[8]
- Jan Sedláček (1876–1915), legionář
- Hana Strašáková (* 1998), aktivistka

## Zajímavosti
Z Rapotic pocházela první pacientka třebíčské nemocnice – paní Anežka Brázdová, roz. Vokounová (* 1885). Na posvícenské zábavě v listopadu 1902 ji postřelil její zhrzený partner. První zákrok podstoupila u MUDr. Františka Dreuschucha v Náměšti nad Oslavou, do Třebíče ji dopravili vlakem. Ani doktor Jaroslav Bakeš jí však nevyňal třetí kulku, která uvízla mezi žebry. Přes nepříznivou diagnózu tehdy 18leté děvče nakonec přežilo a dožilo se pokročilého věku.

## Galerie

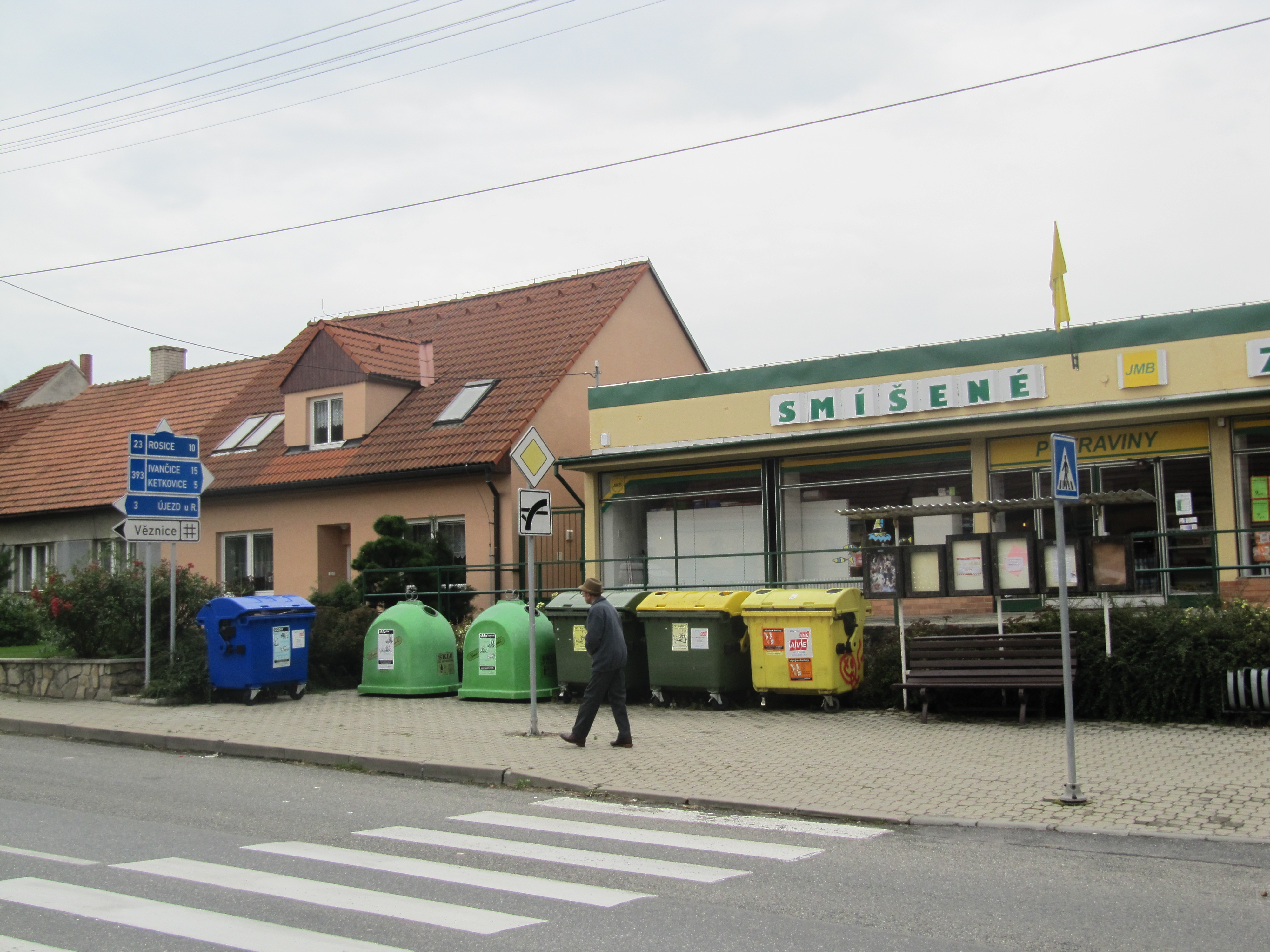
Prodejna
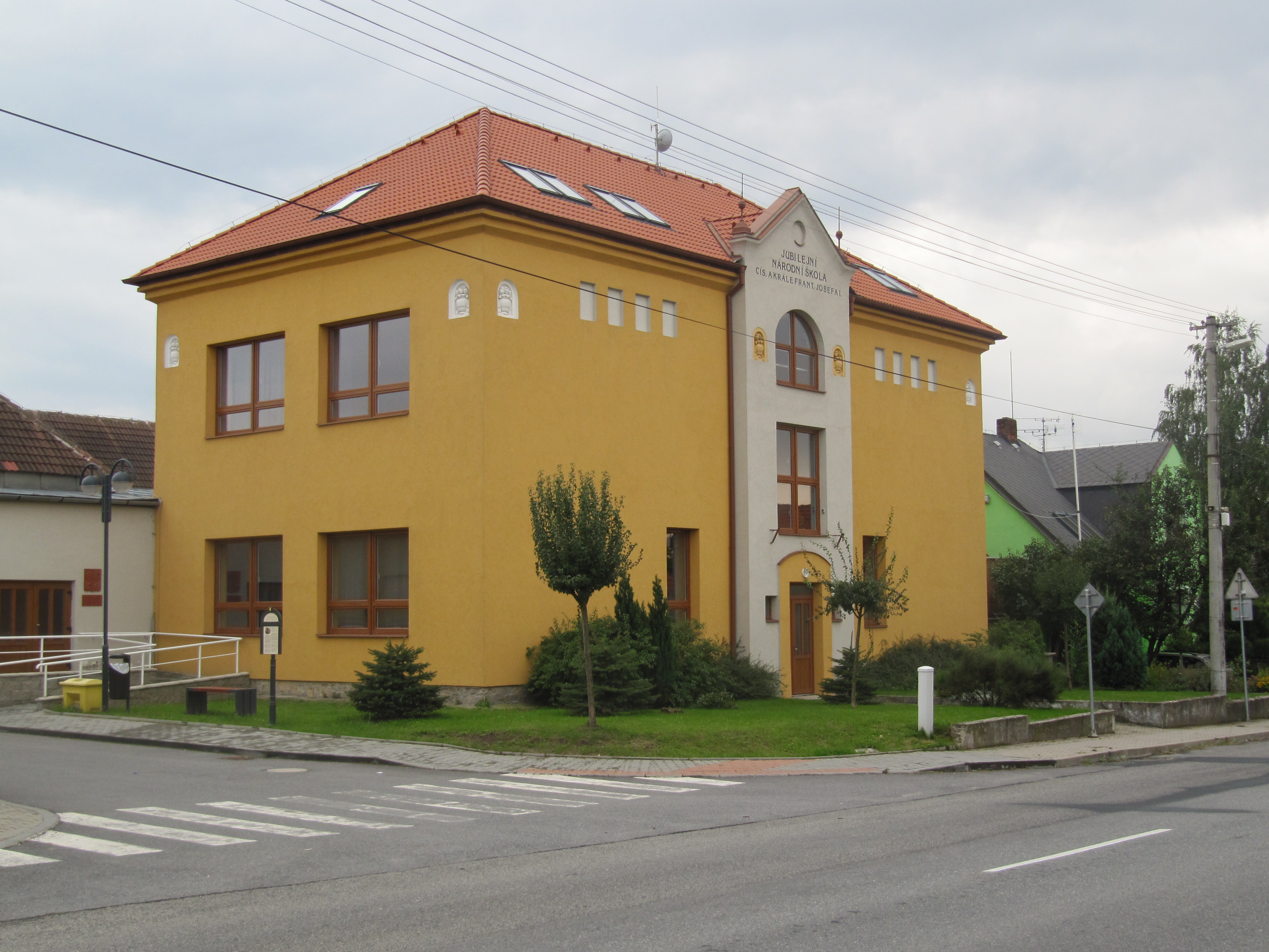
Škola
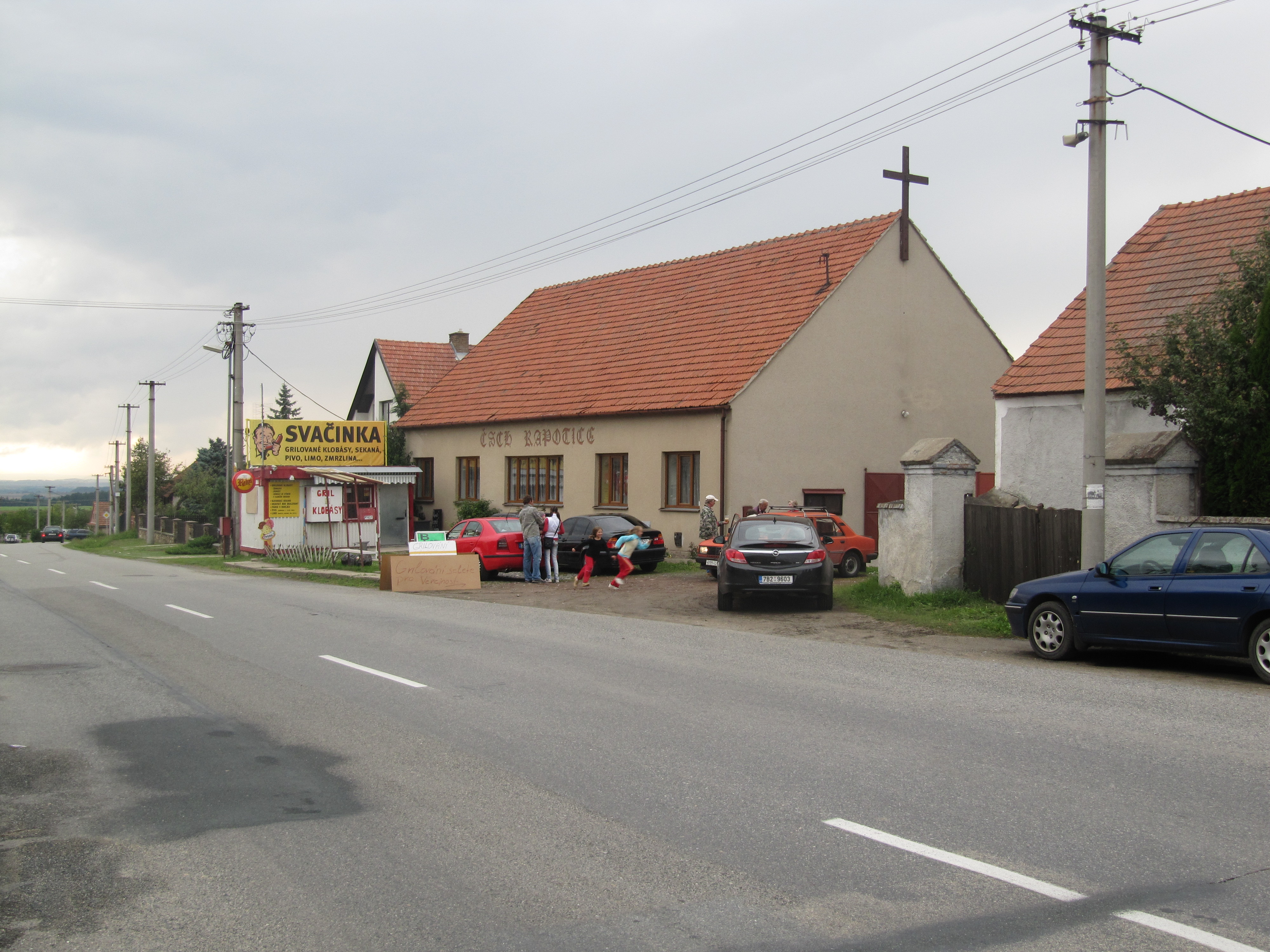
Český svaz chovatelů (budovu vlastní církev a slouží se zde bohoslužby)